# Der erste Tropfen Blut
Der erste Tropfen Blut ist ein 2007 beim Verlag HarperCollins U.K. erschienener Kriminalroman von Stuart MacBride; der englische Originaltitel lautet Broken Skin. Der Roman wurde von Andreas Jäger übersetzt und 2008 als deutsche Erstausgabe vom Goldmann Verlag veröffentlicht. Im US-amerikanischen Raum wurde der Roman unter dem Titel Bloodshot vermarktet. Es ist der dritte Roman der Logan McRae-Reihe.

## Inhalt
Logan McRaes Freundin ermittelt verdeckt gegen einen Serienvergewaltiger, der seine Opfer nach der Tat mit einem Messer entstellt. In ziviler Kleidung wird Jackie Watson von Robert „Rob“ Macintyre, dem bekannten Stürmer des FC Aberdeen, angegriffen. Sie kann Macintyre überwältigen, der nach seiner Verhaftung schnell wieder auf freiem Fuß ist. Da der Angriff auf Watson nicht mit den Vergewaltigungen in Verbindung gebracht werden kann und es keine weiteren Beweise gegen Macintyre gibt, wird Macintyre nicht angeklagt und auf freien Fuß gesetzt. Da der Vergewaltiger weiter sein Unwesen treibt und die Opfer von Tat zu Tat immer schlimmer zurichtet, überwacht Watson Macintyre ohne offiziellen Auftrag. Sie ist weiterhin von dessen Schuld überzeugt, obwohl es lang keine Beweise gibt. Als seine Freundin immer öfter kommentarlos ganze Nächte ohne ihn verbringt, vermutet Logan schon eine Affäre, bis er herausfindet, was sie nachts wirklich macht. Als Macintyre zusammengeschlagen und ins Krankenhaus eingeliefert wird, vermutet Logan einen Zusammenhang zwischen Macintyres lebensgefährlichen Verletzungen und Jackies nächtlichen Überwachungen. Endgültige Gewissheit hat er jedoch erst, als er Macintyres Ohrring in ihrem Nachttisch findet.
In der Zwischenzeit muss sich Logan jedoch auf die Suche nach dem achtjährigen Sean Morrison machen, der in einem Einkaufszentrum am helllichten Tag den Rentner Jerry Cochran ermordet hat. Und auch der Fall des zunächst unbekannten Jason Fettes, der mit lebensgefährlichen Verletzungen vor dem Aberdeen Royal Infirmary – einem Krankenhaus in Aberdeen – abgelegt wurde und trotz medizinischer Hilfe kurz darauf verstarb, will gelöst werden. Fettes starb nach Erkenntnissen aus der Obduktion an den Folgen „ungewöhnlicher Sexualpraktiken“. Die Ermittlungen in diesem Fall gestalten sich jedoch sehr schwierig, da die BDSM-Szene, der Fettes angehörte, sehr verschwiegen ist. Unerwartete Hilfe bekommt Logan dabei von Constable John Rickards, der sich als Mitglied der BDSM-Szene outet. Als es schließlich gelingt, die Täterin ausfindig zu machen, nimmt diese Rickards als Geisel und wird – während sie Rickards mit einem Messer bedroht und sexuelle Handlungen an ihm vollzieht – von einem Scharfschützen erschossen.

## Kritiken
“In Bloodshot, by contrast, MacBride’s victims are all adults, and the reader is spared most of the bloody carnage. Though not all. While the autopsy scenes with the victim of a bondage accident are sufficiently squirm-inducing, Watson’s brutal beating of Macintyre is far more explicit.”

„In Bloodshot („Der erste Tropfen Blut“) sind MacBrides Opfer dagegen alle Erwachsene und dem Leser wird das meiste des blutigen Gemetzels erspart. Aber nicht alles. Während die Beschreibung der Autopsie des Opfers eines Bondageunfalls für ausreichend Unbehagen sorgt, ist Watsons brutales Einschlagen auf Macintyre sehr viel deutlicher.“

## Allgemeines
Die Namen der Charaktere Ian Burdis und Debbie Kerr stammen von echten Personen. MacBride verwendete die Namen von Burdis und seiner Lebensgefährtin, nachdem dieser eine große Summe an die Juvenile Diabetes Research Foundation spendete. Zudem verwendete MacBride die Namen seines langjährigen Freundes Alexander Clark sowie des Autors John Rickards.

## Auszeichnungen
Für Der erste Tropfen Blut wurde MacBride mit dem ITV3-Award als „breakthrough autor“ ausgezeichnet.